# Tartas
Tartas, okcitánul: Tartàs, település Franciaországban, Landes megyében. Lakosainak száma 3174 fő (2022. január 1.). Tartas Audon, Bégaar, Carcarès-Sainte-Croix, Carcen-Ponson, Gouts, Meilhan és Souprosse községekkel határos.

## Népesség
A település népessége az elmúlt években az alábbi módon változott:
| Lakosok száma | 2952 | 2958 | 2769 | 2869 | 3201 | 3236 | 3260 | 3225 | 3209 | 3174 |
|               | 1968 | 1982 | 1990 | 2006 | 2013 | 2015 | 2017 | 2019 | 2020 | 2022 |